# コール・ア・バイク

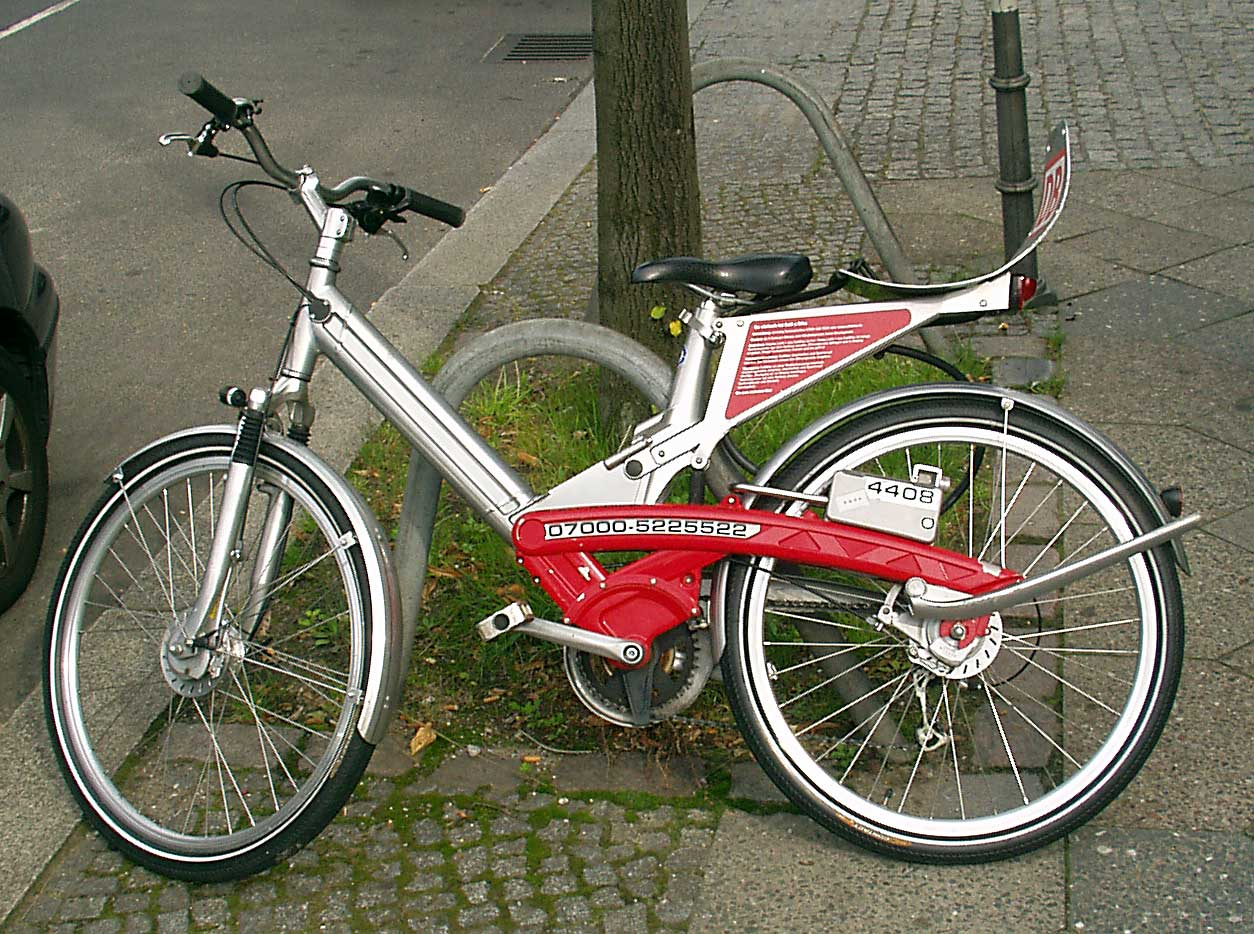
システムで使用されている車両

コール・ア・バイク（Call a bike）とは、ドイツ鉄道の子会社であるDB-RENTがドイツのいくつかの都市で運営している自転車貸出システムである。従来は、都心のゾーンを定めてそのゾーン内道路の交差点や駅前広場などに自転車を配置する方式のみであったが、フランスのヴェリブの成功を受けて、複数の自転車を置くステーションを固定式（Fixと呼ぶ）にする都市も出てきた。自転車のシステムの特徴から、ポスト（フランス語でBorn)によるロック方式が不要である。会員の認証とロックの解錠のためには電話が必要でありCall a bikeの名前が生まれた。設置位置の柔軟性がある反面（Flexと呼ばれる）、返却場所がバラバラとなると不都合があるため、交差点など位置を指定してこれを返却時にインプットすることを義務づけている。固定方式にした都市では、JCDecauxやClearChannelのシステムと見かけ上似たものとなっている。このほか、鉄道事業者の系列であることを生かして近年では駅前に直接単独のステーションを配置する例が増えてきた。

## 利用方法
自動的に自転車の施錠・開錠を行う認証システムを用いている。自転車を見つけるには、中心街の交差点を探したり、携帯電話によって位置情報を提供するサービスを用いる。サービスセンターへ電話し、場所を確認するサービスは現在提供されていない。
借りる
利用者は自転車のIDを含む番号に電話し、音声による4桁の暗証番号を聞き取り、それによって自転車のタッチパネルを触れ、開錠する。
返す
自転車を固定物に施錠し、タッチパネルの「自転車返却」を選択する。暗証番号が決められ、利用者はコントロールセンターに電話し、自転車が施錠されたことが確認される。その際、認められた市街区域内の交差点の正確な道路名を知らせる必要がある。

## システムで使用されている技術
電子的な車輪とケーブルの鍵を用い、すべてが液晶ディスプレイのタッチパネルを有した内蔵のマイクロコントローラーで制御されている。1024通りのあらかじめ作られた施錠・開錠の暗証番号が、それぞれの自転車ごとに備えられ、メモリーに記憶される。

## サービス提供地域
- ベルリン
- フランクフルト
- ケルン
- シュトゥットガルト
- ミュンヘン
- カールスルーエ